# Vol en droit pénal français
Pour les autres articles nationaux ou selon les autres juridictions, voir Vol (droit).
Pour le droit pénal français, le vol est une infraction d'atteinte aux biens qui consiste en « la soustraction frauduleuse de la chose d'autrui ».
Sur l'année 2019, en France, le Ministère de l'Intérieur a recensé 7 600 « vols avec armes » (chiffre stable par rapport à 2018), 79 100 « vols violents sans arme » (-2% par rapport à 2018), 720 700 « vols sans violence contre des personnes » (+3% par rapport à 2018), 234 300 « cambriolages de logements » (stable par rapport à 2018), 140 200 « vols de véhicules » (-1% par rapport à 2018), 263 000 « vols dans les véhicules » (+1% par rapport à 2018) et 88 700 « vols d'accessoires sur véhicules » (-5% par rapport à 2018).

## Conditions d'incrimination
Le vol est un délit, qui peut devenir un crime sous l'effet de certaines circonstances aggravantes. L'incrimination du vol suppose la réunion de conditions préalables et des éléments constitutifs.

### Conditions préalables
Les conditions préalables à l'incrimination du vol s'expliquent par le fait que le vol suppose l'appropriation d'une chose (objet du vol), appartenant à autrui.

#### La notion de chose

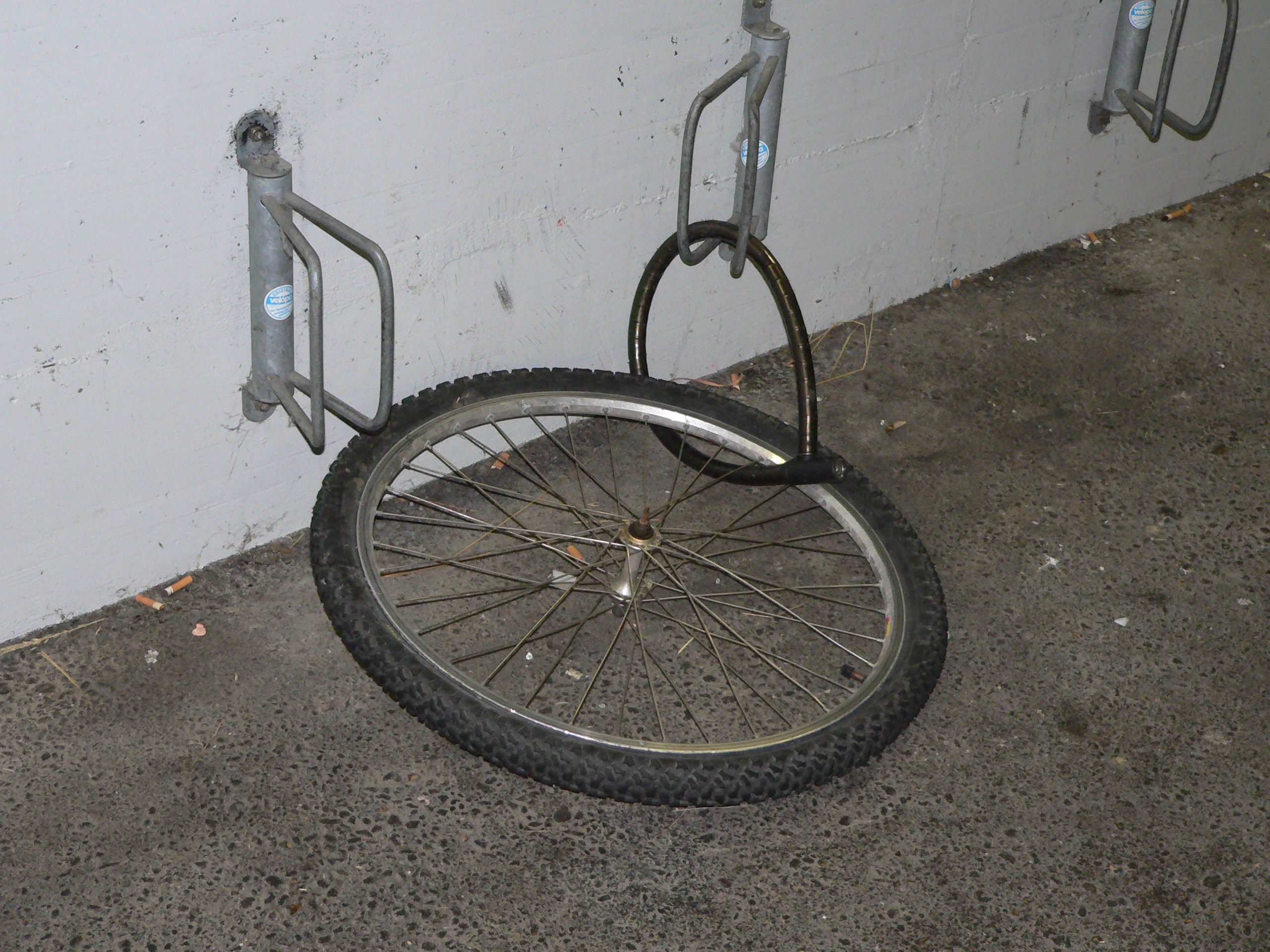
Le vélo a été volé, seule reste une roue.

En matière de vol, il faut opérer une distinction entre les biens meubles et les biens immeubles. Le vol ne peut porter que sur les meubles (le droit civil protégeant suffisamment la propriété des immeubles).
L'idée d'« appréhension » de la chose est précisée à de nombreuses reprises par la jurisprudence. Les litiges relatifs à la soustraction frauduleuses de source d'énergie, de communications téléphoniques, ou encore de choses immatérielles ont pu poser des difficultés.
- Les sources d'énergies

L'arrêt de la Cour de cassation du 3 août 1912 pose le principe selon lequel les dispositions du code pénal relatives à l’appréhension de la chose d’autrui contre le gré de celui qui en est le propriétaire s'appliquent à l'énergie électrique. Le vol d'électricité est ainsi reconnu. Cette jurisprudence sera confirmée par le législateur lors de la création de l'article 311-2 du code pénal, assimilant la soustraction frauduleuse d’énergie au vol.
- Les communications téléphoniques

La cour de cassation par un arrêt du 12 décembre 1990 refusa de qualifier de vol, l'utilisation d'un minitel par un tiers sans l'autorisation de l'abonné.
- Les choses immatérielles ou incorporelles

Est ici notamment visée la question du vol d'information, qui constitue une chose chose incorporelle. Le point de savoir si on peut ou non réprimer celui qui vole une information a longtemps fait l'objet de discussions en doctrine et la jurisprudence s'est montrée peu claire. 
La Cour de cassation a commencé par admettre le vol d'informations par la soustraction du support de l'information (crim, 8 janvier 1979) : mais c'était alors ce support physique qui faisait l'objet du vol, et non l'information elle même en son sens dématérialisé. 
Par plusieurs arrêts, la Haute juridiction a admis le vol des informations elles mêmes, même sans support physique, comme un mail (crim., 24 janvier 2018, n° 16-86.597) ou des données informatiques (crim, 20 mai 2015, n°14-81.336). La question est donc aujourd'hui définitivement réglée : le vol d'informations est punissable. 

#### Propriété d'autrui
Le vol est une infraction qui ne réprime pas l'atteinte matérielle au bien (dégradation, destruction..) mais l'atteinte au droit de propriété. Il est donc nécessaire, pour que le vol soit constitué, que la chose soustraite soit susceptible d'appropriation.
- L'appropriation doit être possible.

Il ne peut ainsi y avoir de « vol du corps humain » : depuis l'abolition de l'esclavage, l'enlèvement d'une personne est une atteinte à la personne, et non une atteinte au patrimoine. En revanche, des parties du corps humain qui seraient devenues la propriété d'un tiers sont susceptibles de vol : vol de cheveux chez un fabricant de perruque, vol de plasma sanguin ou d'organes à transplanter dans un hôpital. Le vol est également possible à l'égard des prothèses remplaçant une partie du corps humain. Enfin, la soustraction d'un cadavre ne relève pas du vol, mais du délit de violation de sépulture.
- La chose doit appartenir à quelqu'un.

Les res communis (choses communes, qui appartiennent à tous) ne sont pas susceptibles d'appropriation, car elles ne peuvent pas être exploitées de façon privative. Il ne peut pas, ainsi, exister de vol d'eau de mer, d'eau de rivière, ou de vol d'air. Néanmoins, le lit d'un cours d'eau appartient au propriétaire des rives : en extraire le sable ou le gravier est donc un vol. Selon une jurisprudence ancienne, le sable des plages, ne pourrait faire l'objet d'un vol alors qu'il a été déclaré, dans un arrêt plus récent, que le sable
des rivages maritimes appartenait à l'État, et pouvait donc être volé.
Les res nullius (choses de personne) sont également exclus. Tout animal sauvage (qu'on oppose à l'animal domestique) n'est rattaché à aucune propriété privée et par conséquent, ne peut être volé.
A contrario, les res derelictae (choses abandonnées) sont susceptibles d'appropriation dans la mesure où leur propriétaire renonce à leur droit issu de la propriété. Caractériser une chose « abandonnée » a pu poser des difficultés. La Cour de cassation dans l'arrêt rendu le 10 mai 2005 considéra que le document déchiré par l'employeur du salarié qui l'a recollé pour obtenir une preuve à son profit, n'avait pas véritablement fait l'objet d'un abandon. L'« intention d'abandonner » la chose n'était pas suffisamment caractérisée en l'espèce.
Également, la chambre criminelle a également accepté que des informations seules puissent être l'objet d'un droit de propriété ; leur soustraction relève donc de la qualification de vol,.
- La chose doit appartenir à autrui.

Le vol de sa propre chose a rarement été admis en jurisprudence. Pour illustration, cela pourrait viser l'hypothèse d'une personne qui volerait le parent décédé dont il va hériter (cela s'appelle le « recel de succession » ou l'« appropriation frauduleuse de la succession » qui est un délit civil sans sanction pénale). Le vol n'est pas possible. Toutefois, l'intention délictuelle est sanctionnée via la théorie de la tentative de vol.

### Éléments constitutifs

#### La soustraction frauduleuse
La soustraction suppose la réunion de deux conditions. Celle d'une action de soustraction et d'un résultat.
La notion de soustraction suppose un acte positif de déplacement physique de la chose. C'est ce qu'on appelle la soustraction matérielle.
Cependant, quatre hypothèses de soustraction restent difficiles à cerner.
- La soustraction momentanée

C'est ce que la doctrine a appelé le « vol d'usage ». Cela recouvre l'hypothèse de l'« emprunt » d'un véhicule de manière momentanée (avant abandon). La cour de cassation, après quelques hésitations, décida dans un arrêt du 19 février 1959 que constitue un vol de véhicule le simple fait de se servir du véhicule s'il était démontré que la personne avait l'intention de se comporter, même momentanément, en propriétaire de la chose.
- L'absence de remise volontaire

S'il y a remise volontaire, il ne peut y avoir vol. Si la remise volontaire s'effectue par erreur (c'est-à-dire en se croyant propriétaire), une jurisprudence constante considère qu'il n'y a pas vol même si l'intention frauduleuse est caractérisée.
- La remise de la détention (et non de la possession)

La détention est le fait d'user et de jouir de la chose mais seulement à titre précaire. Si le détenteur décide de se comporter en propriétaire, il sera susceptible d'être qualifié de voleur.
Dans le cadre d'un litige relatif à la remise d'une reconnaissance de dette, la Cour de cassation s'exprima de manière très claire par arrêt du 5 décembre 1984. La Haute cour décida que la reconnaissance de dette remise à titre précaire était caractéristique d'une simple détention. La possession n'étant pas transmise, il revenait alors au détenteur précaire de ne pas la conserver.
La Cour de cassation fut moins explicite concernant le salarié qui utilise des documents appartenant à l'employeur pour se défendre dans le cadre d'un litige prud'homal.
Pendant longtemps, il règne une divergence jurisprudentielle entre deux chambres de la Cour de cassation : la chambre criminelle estimait que le vol était caractérisé dans la mesure où l'employeur n'avait transmis que la détention et non pas la possession. En revanche, la chambre sociale reconnaissait au salarié le droit de reproduire en justice le document dont il a eu connaissance.
La Cour de cassation trancha par deux arrêts du 11 mai 2004 et considéra que « les juges devaient rechercher si les documents étaient strictement nécessaires à l'exercice des droits de la défense de la prévenue dans le litige l'opposant à son employeur. » Ainsi, le vol est caractérisé si le fait litigieux n'est pas strictement nécessaire à l'exercice des droits de la défense.
- La soustraction différée ou retardée

Le vol est une infraction instantanée c'est-à-dire qu'elle se consomme en un moment précis. Cependant, s'est posée la question de savoir si la prise d'objet sans en payer le prix dans les magasins en libre service était un acte constitutif de vol. On considère que le vol est consommé dès lors qu'une personne sort du magasin sans payer. En cas d'interruption à la caisse, il sera possible d'envisager la répréhension de l'acte délictuel par la tentative, dans la mesure où l'acte de la caissière constitue une interruption involontaire.

#### L'intention frauduleuse
Un dol général est requis. Il doit s'agir d'un acte intentionnel : l'auteur doit avoir conscience et la volonté de commettre une infraction telle qu'elle est définie par la loi pénale.

## Répression
Le vol simple est puni de 3 ans d'emprisonnement, assortis de 45 000 € d'amende. Lorsque le vol porte sur une chose dont la valeur est inférieure ou égale à 300 euros et qu'il apparaît au moment de la constatation de l'infraction que cette chose a été restituée à la victime ou que celle-ci a été indemnisée de son préjudice, l'action publique peut être éteinte, y compris en cas de récidive, par le versement d'une amende forfaitaire d'un montant de 300 euros.

## Immunités familiales
Il n'y a pas de poursuite pénale si le vol est commis au préjudice d'un ascendant ou d'un descendant ou du conjoint sauf dans le cas d'une procédure de séparation de corps ou de divorce.
Par contre, une poursuite civile est toujours possible, pour obtenir la restitution de l'objet volé et/ou des dommages et intérêts.
En outre, en cas de circonstances aggravantes, seul le vol ne pourra pas être pénalement poursuivi, les circonstances aggravantes, si (violence, violation de domicile...).
Depuis la loi no 2006-399 en date du 4 avril 2006, l'immunité familiale ne s'applique pas lorsque le vol porte sur des documents indispensables à la vie quotidienne de la victime tels que les papiers d'identité ou le titre de séjour ou des moyens de paiement eu égard à l'article 311-12 du code pénal. En revanche, un complice extérieur à la famille pourra bénéficier de l'immunité accordée à l'infraction, mais non le co-auteur de l'infraction.

## Vol aggravé
Le Code pénal distingue les vols simples et les vols aggravés (existence de circonstances aggravantes du vol à l'instar du vol criminel ou du vol avec violence). Il existe depuis 1988 deux catégories de vols avec violences : les vols à main armée et les vols avec violences sans arme.
Le vol est dit aggravé :
- Lorsqu'il est commis par plusieurs personnes agissant en qualité d'auteur ou de complice, sans qu'elles constituent une bande organisée
- Lorsqu'il est commis par une personne dépositaire de l'autorité publique ou chargée d'une mission de service public, dans l'exercice ou à l'occasion de l'exercice de ses fonctions ou de sa mission
- Lorsqu'il est commis par une personne qui prend indûment la qualité d'une personne dépositaire de l'autorité publique ou chargée d'une mission de service public
- Lorsqu'il est précédé, accompagné ou suivi de violences sur autrui n'ayant pas entraîné une incapacité totale de travail
- Lorsqu'il porte sur du matériel destiné à prodiguer des soins de premiers secours
- Lorsqu'il est commis dans un local d'habitation ou dans un lieu utilisé ou destiné à l'entrepôt de fonds, valeurs, marchandises ou matériels
- Lorsqu'il est commis dans un véhicule affecté au transport collectif de voyageurs ou dans un lieu destiné à l'accès à un moyen de transport collectif de voyageurs
- Lorsqu'il est précédé, accompagné ou suivi d'un acte de destruction, dégradation ou détérioration
- Lorsqu'il est commis par une personne dissimulant volontairement en tout ou partie son visage afin de ne pas être identifiée
- Lorsqu'il est commis dans les établissements d'enseignement ou d'éducation ainsi que, lors des entrées ou sorties des élèves ou dans un temps très voisin de celles-ci, aux abords de ces établissements
- Lorsqu'il est destiné à alimenter le commerce illégal d'animaux.

### Vol avec violence
Le vol avec violences sans arme est puni de dix ans d'emprisonnement et de 150 000 euros d'amende lorsqu'il est précédé, accompagné ou suivi de violences sur autrui ayant entraîné une incapacité totale de travail pendant plus de huit jours et de quinze ans de réclusion criminelle et de 150 000 euros d'amende lorsqu'il est précédé, accompagné ou suivi de violences sur autrui ayant entraîné une mutilation ou une infirmité permanente. En cas de violences ayant entraîné la mort, de tortures ou d'actes de barbarie, le vol est puni de la réclusion criminelle à perpétuité et de 150 000 euros d'amende.

### Vol à main armée
Le vol à main armée est perpétré avec usage ou menace d’une arme par nature (arme blanche, arme à feu) ou d'une arme par destination (scalpel, arme factice, etc.).
Le vol à main armée est puni de vingt ans de réclusion criminelle et de 150 000 euros d'amende.

### Vol portant sur un objet classé ou archéologique, bien culturel
Lorsqu'il concerne un objet classé, une découverte archéologique ou un bien culturel, le vol est puni de sept ans d'emprisonnement et de 100 000 € d'amende. Les peines sont portées à dix ans d'emprisonnement et 150 000 € d'amende lorsque l'infraction prévue au présent article est commise avec l'une des circonstances prévues à l'article 311-4.

### Cambriolage
Le cambriolage est considéré comme un vol aggravé. Le code pénal mentionne que le vol commis dans un local d'habitation ou dans un lieu utilisé ou destiné à l'entrepôt de fonds, valeurs, marchandises ou matériels est puni de cinq ans d'emprisonnement et de 75 000 euros d'amende ; et de sept ans d'emprisonnement et de 100 000 € d'amende lorsqu'il est commis en y pénétrant dans les lieux par ruse, effraction ou escalade.
Le Code pénal définit l’effraction dans l'article 132-73 : « L’effraction consiste dans le forcement, dans la dégradation ou la destruction de tout dispositif de fermeture ou de toute espèce de clôture » afin de s'introduire dans un lieu sans autorisation. Il est dans ce cas puni de sept ans d'emprisonnement et de 100 000 € d'amende.

### Vol en bande organisée
Le vol en bande organisée est puni de quinze ans de réclusion criminelle et de 150 000 euros d'amende. Il est puni de vingt ans de réclusion criminelle et de 150 000 euros d'amende lorsqu'il est commis avec violence et de trente ans de réclusion criminelle et de 150 000 euros d'amende lorsqu'il est commis avec usage ou menace d'une arme.
Toute personne qui a tenté de commettre un vol en bande organisée est exempte de peine si, ayant averti les autorités, elle a permis d'éviter la réalisation de l'infraction et d'identifier, le cas échéant, les autres auteurs ou complices. La peine privative de liberté encourue par l'auteur ou le complice d'un vol en bande organisée est réduite de moitié si, ayant averti les autorités, il a permis de faire cesser l'infraction en cours ou d'éviter que l'infraction n'entraîne mort d'homme ou infirmité permanente et d'identifier, le cas échéant, les autres auteurs ou complices.